# Вяхирев, Рем Иванович
Рем Ива́нович Вя́хирев (23 августа 1934, Большая Черниговка, Средневолжский край — 11 февраля 2013, Московская область) — советский и российский инженер, государственный деятель и управленец, в 1993—2001 председатель правления ОАО «Газпром». Вяхирев положил начало утверждению «Газпрома» как международной компании и предотвратил передачу контроля над российскими энергетическими запасами и международной торговлей газом в руки иностранного капитала, как то планировалось Энергетической хартией. Заслужил прозвище «газового короля» России.

## Биография
Рем Вяхирев родился в селе Большая Черниговка Средневолжского края и был старшим ребёнком в семье сельских учителей. Старшеклассником зарабатывал деньги разгрузкой судов на Волге. Окончив школу, поступил на нефтяной факультет Куйбышевского индустриального института, который и окончил в 1956 году. Специальность «разработка нефтяных и газовых месторождений» (квалификация «горный инженер») выбрал из-за повышенной стипендии, обещанной студентам новой для региона специальности. 15 лет работал в объединении «Куйбышевнефть». В 1971 году был назначен начальником управления «Оренбурггаздобыча».
В 1973 году познакомился с Виктором Черномырдиным, только что назначенным директором Оренбургского газоперерабатывающего завода. Это знакомство сыграло важную роль в дальнейшей карьере Вяхирева.
В 1976 году становится директором ПО «Оренбурггаздобыча». С 1978 по 1982 год — главный инженер ВПО «Оренбурггазпром».
В 1983—1986 годах — заместитель министра газовой промышленности СССР, одновременно руководитель «Тюменьгазпрома».
27 мая 1986 года был назначен первым заместителем министра газовой промышленности СССР В. С. Черномырдина. Вместе они сумели убедить Совет министров СССР создать на базе Мингазпрома Государственный газовый концерн «Газпром» (позднее РАО «Газпром»). В новой структуре Вяхирев становится первым заместителем председателя правления.
Является одним из главных организаторов Европейского Делового Конгресса (с 2015 года — Международный Деловой Конгресс). На учредительной конференции ЕДК был избран и в течение пяти лет (1997—2002 гг.) являлся Президентом ЕДК.

## «Газпром»
В 1992 году, после ухода Черномырдина на работу в правительство РФ, Вяхирев становится председателем правления концерна, затем Российского акционерного общества (РАО) «Газпром». До июня 1996 года он также возглавлял совет директоров «Газпрома». Занимал Вяхирев в 1990-х годах и другие должности, совмещая их с управлением «Газпромом». В 1994 году включён в Совет по промышленной политике и предпринимательству при правительстве РФ. В 1994—1995 годах — председатель Совета директоров банка «Империал», с 1996 года — председатель Попечительского совета этого банка. В 1995 году — член Совета директоров ЗАО «Общественное российское телевидение». С 1995 по 2000 годы был членом Совета движения «Наш дом — Россия». С мая 1996 года — председатель совета директоров «Сибирской нефтяной компании». В марте 1998 года возглавил Наблюдательный совет Промстройбанка России, у которого отозвали лицензию 2 июля 1999 года.
На посту председателя правления РАО «Газпром», самой крупной и богатой компании России, Вяхирев пользовался огромным влиянием в стране. Российские власти в кризисных ситуациях использовали газовую монополию в качестве «второй кассы». «Газпром» то со своей валютной выручки поддерживал курс рубля, то помогал гасить задолженность перед пенсионерами.
В свою очередь, «Газпром» и его руководители получали поддержку от власти в своих начинаниях. Так, летом 1992 года Вяхирев и Черномырдин, добившись отставки министра топлива и энергетики Российской Федерации В. М. Лопухина, тем самым сорвали планы Е. Т. Гайдара по реформированию газовой промышленности России. В декабре 1993 года президент РФ Б. Н. Ельцин распорядился создать специальный стабилизационный фонд для «Газпрома», в который компания имела право отчислять часть своей выручки, не платя с неё налогов. Только с января по август 1995 года «Газпром» сумел благодаря своему стабфонду сэкономить около 3,4 млрд долларов. Позже Вяхиреву и Черномырдину совместными усилиями удалось добиться приватизации «Газпрома» на особых условиях. В 1994 году Вяхирев подписал с правительством Черномырдина трастовый договор, по которому почти весь пакет государственных акций газовой монополии (35 % из 40 %) был передан ему в управление. Согласно условиям договора, «Газпром» получил право в 1996 году выкупить у государства 30 % своих акций, заплатив за них по номиналу, около 70 млрд неденоминированных рублей, после этого акции могли быть проданы, а вырученные от их продажи деньги направлялись на осуществление инвестиционных программ газовой монополии. В 1995 году условия договора были изменены в худшую для топ-менеджеров «Газпрома» сторону, а весной 1997 года трастовый договор с Вяхиревым был расторгнут.
Именно при Вяхиреве «Газпром», создав совместно с Wintershall компанию Wingas, сумел впервые в своей истории получить выход на конечного потребителя в Европе. При нём же был осуществлён первый в истории РФ крупномасштабный проект по строительству газотранспортной магистрали по дну моря — «Голубой поток». Тем самым Вяхирев делом доказал, что двусторонние договоры и проактивная политика на международных рынках эффективнее, чем навязываемая ЕС Энергетическая хартия и договор к ней, которым Россию пытались принудить открыть свои стратегические энергетические ресурсы для контроля стран-импортеров и фактически тем самым сделать Россию их сырьевым придатком, заставив действовать на их условиях. Вяхирев единственный из людей власти в 1990-е годы упорно сопротивлялся ратификации Договора об энергетической хартии в Госдуме и добился, что этот кабальный для России договор не был ратифицирован, невзирая на давление либерального крыла российской власти во главе с А.Чубайсом.
Вяхирев не раз подвергался жёсткой критике со стороны миноритарных акционеров, в первую очередь Б. Г. Фёдорова, бывшего министра финансов и основателя UFG, и фонда Hermitage под управлением Билла Браудера. Вяхирева и других топ-менеджеров обвиняли в выведении из «Газпрома» активов, в том числе в пользу группы «Итера» Игоря Макарова.
После отставки Черномырдина в марте 1998 года влияние Вяхирева на политику властей уменьшилось. В следующем 1999 году зашла речь уже об отставке самого «газового короля». После того, как к власти пришёл В. В. Путин, позиции ещё недавно всесильного Вяхирева стали ослабевать. В 2000 году Рема Ивановича обязали согласовывать с советом директоров все сделки по имуществу, а в следующем году было отменено условие, по которому Вяхирева можно было уволить только с его согласия.
По версии Вяхирева, в марте 2001 года он сам вызвался уйти в отставку. 30 мая 2001 года он ушёл в отставку с поста председателя правления ОАО «Газпром». Ещё около года Вяхирев был членом совета директоров, пока окончательно не покинул газовую монополию. Его сменил Алексей Миллер.

## На пенсии
В отличие от некоторых других руководителей «Газпрома» и его дочерних компаний, Якова Голдовского и Вячеслава Шеремета, никаких обвинений Вяхиреву не предъявляли.
С 2001 по 2002 год — председатель Российского газового общества.
В 2004 году Вяхирев в последний раз был включён в список самых богатых людей России журнала Forbes Russia с состоянием $1,3 млрд. В 2012 году сам Рем Иванович в интервью журналу Forbes Russia заявил, что ему принадлежит поместье в Подмосковье (около 50 гектаров земли) и пакет акций «Газпрома» (0,01182 %, около 2,8 млн акций) стоимостью около $13 млн. Доход Вяхирева состоит из государственной пенсии, дивидендов по акциям «Газпрома» (23,5 млн рублей за 2011 год) и дохода от участия в НПФ «Регионфонд».
5 февраля 2013 года, за шесть дней до кончины, дал у себя в поместье последнее в жизни интервью — ведущему телеканала «Вести» С. Брилёву, в котором, в частности, подробно рассказал о приватизации РАО «Газпром».
Скончался 11 февраля 2013 года на 79-м году жизни у себя на даче в Подмосковье якобы от сердечно-сосудистого заболевания.
Гражданскую панихиду 13 февраля посетил премьер-министр РФ Д. Медведев и ряд членов правительства.
Рем Вяхирев похоронен на Востряковском кладбище рядом с женой.

## Из библиографии
- Разработка месторождений со сложным составом газа / Р. Д. Маргулов, Р. И. Вяхирев, И. А. Леонтьев, А. И. Гриценко. — М. : Недра, 1988. — 263,[1] с. : ил.; 20 см; ISBN 5-247-00082-X

## Звания и награды

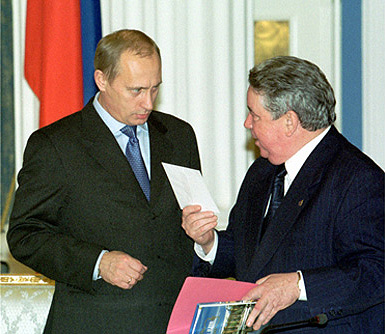
Путин и Рем Вяхирев, 2001 год

### Учёные степени и звания
- Кандидат технических наук (степень присвоена в 1981 году). Диссертацию в форме научного доклада по совокупности опубликованных работ под названием «Исследование и совершенствование технологии эксплуатации крупных месторождений сероводородосодержащих газов» по специальности «разработка нефтяных и газовых месторождений» защитил в 1980 году. В 1998 году подготовил к защите диссертацию «Стратегия многопрофильной инвестиционной деятельности транснациональной газовой компании в условиях российской экономики» на соискание учёной степени доктора экономических наук[20][21]
- Академик Инженерной академии России (1991)
- Действительный член Академии газовых наук (1994)
- Почётный профессор Самарского государственного технического университета (1995)

Автор свыше 60 научных работ (статей и монографий) в области разработки газовых месторождений, использования газа в промышленности и сельском хозяйстве, экологии, экономики газовой промышленности. Автор монографии «Разработка месторождений со сложным составом газа» (в соавторстве с А. И. Гриценко и др.), многие статьи Вяхирева были опубликованы в журнале «Газовая промышленность». Получил 13 авторских свидетельств на изобретения.

### Ордена и медали

#### Российские
В некоторых информационных источниках (в том числе и Интернет-источниках) имеется информация о присуждении Вяхиреву Р. И. ордена «За заслуги перед Отечеством» II степени
- Орден «За заслуги перед Отечеством» IV степени (31 мая 2001 года) — за большой вклад в развитие газовой промышленности и многолетний добросовестный труд[22]
- Орден Дружбы народов (26 июля 1994 года) — за большой личный вклад в развитие газовой промышленности[23].
- Почётная грамота Президента Российской Федерации (23 августа 2009 года) — за заслуги перед государством в развитии отечественной газовой промышленности[24].
- Благодарность Президента Российской Федерации (11 июля 1996 года) — за активное участие в организации и проведении выборной кампании Президента Российской Федерации в 1996 году[25].

#### СССР
- Орден Ленина
- Орден Октябрьской революции
- Медаль «За трудовое отличие» (23 мая 1966 года) — за успешное выполнение заданий семилетнего плана по добыче нефти и заслуги в развитии нефтедобывающей промышленности[26]
- Медали и ведомственные знаки отличия.
- Почётная Грамота Президиума Верховного Совета РСФСР (23 августа 1984 года) — за многолетнюю плодотворную работу в газовой промышленности[27]

#### Иностранные
- Орден Югославской большой звезды (Югославия).
- Орден «Трудовая Слава» (Болгария, 1980).
- Орден Республики (Приднестровье, 18 августа 1999 года) — за большую всестороннюю помощь в обеспечении энергетическими ресурсами, развитии газификации Приднестровской Молдавской Республики и в связи с 65-летием со дня рождения[28].
- Орден «За заслуги» II степени (Украина, 19 августа 1999 года) — за значительный личный вклад в развитие экономического сотрудничества между Украиной и Российской Федерацией[29].
- Орден «Трудовая слава» (Молдавия, 20 августа 1999 года) — за значительный вклад в установление и развитие взаимовыгодных связей между газовыми комплексами Российской Федерации и Республики Молдова[30].
- Орден Почёта (Белоруссия, 15 сентября 1999 года) — за большой вклад в развитие газификации Беларуси, укрепление экономических и технических связей между Республикой Беларусь и Российской Федерацией[31].

#### Общественные
- Премия Фонда Андрея Первозванного.

### Премии
- Государственная премия СССР (1981 г.)
- Государственная премия Российской Федерации в области науки (1997 г.) — за разработку комплекса научно-технических решений, обеспечивающих надёжность добычи природного газа при энергосберегающих технологиях и повышение газо- и конденсатоотдачи недр[32].

### Иные
- Почётная грамота Правительства Российской Федерации (1999 г.) — за заслуги перед государством в развитии отечественной газовой промышленности, обеспечение надёжного газоснабжения экономики страны и многолетний добросовестный труд[33]
- Медаль «В ознаменование добычи трехмиллиардной тонны нефти Татарстана» (2010 год) — за значительный вклад в развитие нефтегазохимического комплекса Республики Татарстан, многолетний добросовестный труд[34]
- Почётный гражданин Барнаула[35]
- Почётный гражданин Пензенской области (8 сентября 1998 года) за содействие в ускоренной газификации сельских районов Пензенской области[36]
- Другие почётные звания.

## Семья
Был женат. Остались сын, дочь, внук и три внучки.
Сын, Юрий Ремович Вяхирев (род. 1957), был с 1999 по 2002 год генеральным директором ООО «Газэкспорт», внешнеэкономического предприятия «Газпрома». Также занимал пост президента АКБ «Совфинтрейд», обслуживавший счёта ОАО «Газпром» и ООО «Газэкспорт». После ухода из «Газпрома» возглавлял совет директоров ООО КБ «Арбат-Банк», у которого в сентябре 2005 года отозвали лицензию.
Дочь, Татьяна Ремовна Дедикова (дев. Вяхирева) (род. 1958), была акционером ОАО «Газпром» (около 3 %), компаний «Стройтрансгаз», «Интергазкомплект» (крупный поставщик импортного оборудования для «Газпрома»), «Хорхат» (через фирму «Интерпроком» владела акциями российско-венгерского предприятия «Панрусгаз» с участием «Газпрома»). В конце 2002 года продала акции «Стройтрансгаза» «Газпроминвестхолдингу».
Зять, Евгений Васильевич Дедиков (род. 1954), заместитель начальника отдела Управления энергосбережения и экологии Департамента по транспортировке, подземному хранению и использованию газа, член Научно-технического совета ОАО «Газпром» по секции «Охрана окружающей среды. Энергосбережение».
Брат, Виктор Иванович Вяхирев (1953), до 2003 года возглавлял компанию «Тюменьбургаз», дочернее буровое предприятие ОАО «Газпром».

## Память
Название «Рем Вяхирев» носит один из пассажирских теплоходов проекта А-145.
В память о Р. И. Вяхиреве установлена мемориальная доска на здании Самарского государственного технического университета, который он окончил.